# Juan Pío Paiva
Juan Pío Helvidio Paiva Escobar (Caazapá, 20 de septiembre de 1946-Asunción, 24 de enero de 2025) fue un empresario paraguayo que era propietario de la cadena de supermercados Ycuá Bolaños. Fue condenado a doce años de cárcel por el incendio del supermercado en 2004, donde murieron más de cuatrocientas personas.

## Biografía
Juan Pío Paiva, fundador de la cadena de supermercados Ycuá Bolaños, nació en una familia humilde en Caazapá, aproximadamente a 250 km al sur de Asunción. Desde joven trabajó como vendedor de pasajes, y en 1978 estableció una carnicería en la capital. En 1987, inauguró un pequeño local minorista en Asunción que llevaría el nombre de Ycuá Bolaños, precursor de lo que años después se convertiría en una cadena de supermercados.
En 1997, Ycuá Bolaños pasó de ser un negocio local a una cadena consolidada mediante la conformación de una sociedad anónima entre la familia Paiva y miembros de la consultora Casaccia-Burgos Auditores, marcando la apertura de su segundo local, Ycuá Bolaños Multiplaza.
El nombre de los supermercados tiene raíces culturales: Ycuá, proviene de ykuá (del idioma guaraní), que significa pozo de agua; mientras que Bolaños hace referencia a un misionero franciscano español venerado en la tradición local como santo. En Caazapá, lugar de nacimiento de Paiva, se encuentra el santuario de Ycuá Bolaños, famoso por su manantial de agua, considerado por la población como poseedor de propiedades curativas.
El 16 de marzo de 2002, la familia Paiva enfrentó una situación crítica cuando María Isabel Paiva, hija de Juan Pío, fue víctima de un secuestro exprés cerca de la Universidad Católica de Asunción.

## Tragedia de Ycuá Bolaños
El 1 de agosto de 2004 marcó uno de los eventos más trágicos de la historia civil de Paraguay: el incendio del supermercado Ycuá Bolaños. Alrededor del mediodía, el fuego comenzó en el patio de comidas y se propagó rápidamente por todo el edificio. Las salidas del local fueron bloqueadas por orden superior, lo que obstaculizó la evacuación y agravó las consecuencias. La tragedia dejó un saldo de centenares de fallecidos y heridos, lo que provocó el declive de la popularidad de la cadena de supermercados Ycuá Bolaños, que en 2006 se vio obligada a vender dos de sus sucursales.
En relación con el incidente, Juan Pío Paiva, propietario del supermercado, fue condenado a doce años de prisión por haber ordenado el cierre de las puertas, aunque obtuvo libertad condicional en diciembre de 2014 tras cumplir diez años de su condena por buena conducta. Su hijo, Víctor Daniel Paiva, también implicado en la tragedia, recibió una condena similar y obtuvo su libertad condicional en 2013, luego de pasar casi nueve años en prisión. Víctor Daniel falleció el 5 de diciembre de 2020, a los 54 años, a causa de complicaciones relacionadas con la covid-19.